# Ulota curvifolia
Ulota curvifolia là một loài Rêu trong họ Orthotrichaceae. Loài này được (Wahlenb.) Lilj. miêu tả khoa học đầu tiên năm 1816.